# حکمت یمانی
میرداماد، سعی در برقراری ارتباط منطقی و معقول به صورت فلسفی میان نظام فلسفی پایه و نظام بیانگر و روشنگر قرآن و احادیث کرده و این نظام فلسفی اسلامیِ تدوین‌شده توسط خودش را (حکمت یمانی) و با تعبیراتی مانند حکمت ایمانی، حکمت سویه، حکمت قدسیه یاد نموده‌است.

## حکمت یمانی
یکی از مبانی بسیار اساسی در حکمت یمانی میرداماد که هم وجه تمایز آن با فلسفه قبل از میرداماد است و هم در حکمت متعالیه تأثیرگذار بوده، این است که وی، کل عالم امکان را یک واحد شخصی دانسته و دیده‌است. یعنی همه این عوالم با همه اجزای و تکثراتی که دارند، یک نظام واحد بهم پیوسته را تشکیل می‌دهند که وحدت آنها یک وحدت اعتباری یا وحدت مجموعه ای نیست، بلکه دارای یک وحدت شخصی است که مرتبط و مستند به وجود حق تعالی است و بنابراین مبدء تشخص و شخصیت آن، همان تشخص او تبارک و تعالی است. کل نظام عالم به عنوان یک واحد شخصی، شامل همه مراتب طولی و عرضی، حتی صادر اول نیز، می‌شود و بنابراین کل نظام عالم، بدون هیچ واسطه ای مرتبط به وجود حق تعالی و مجعول به جعل او است. این نگاه فلسفی به عالم و نحوه صدور آن، از نگاه فارابی و ابن سینا، کاملاً متمایز و ممتاز است و ردپای همین نگاه را می‌توان در فلسفهٔ ملاصدرا نیز دنبال نمود. عبارت میرداماد در این زمینه سلیس و شیوا است: «فاذن، النظام الجملیّ الواقع بنفسه مرتبط بالمبدع الحق و هو، سبحانه بنفس ذاته لابتوسط امرمّا، اذ لا خارج اصلاً فاعله و مقتضیه، فالنظام الوحدانی الجملیّ مرتبط بوحدته و هویته بالواحد الحق المتشخص بذاته، فهو لا محاله، موجود متشخص بالذات، و نحو وجود فائضاً عنه سبحانه هو تشخصه و مبدأ شخصیته». «و اما اذا لو حظت جملتها بحسب النظام المتسق الجملیّ الواحد، فلیس هناک الا موجود واحد بالنظم، متکثر بالتالیف، مستند بجمیع اجزائه الی الجاعل مره واحده و متشخص به، فیکون هو الفاعل و الغایه علی الاطلاق، و هو الوجود و التشخیص القائم بالذت، و لا وجود و لا تشخص و لا حول و لا قوه الا بالله العلی العظیم»
میرداماد صاحب یک نظام فلسفی و دستگاه فکری متمایز از گذشته و آیندهٔ خویش است. منظومه‌ای که خود آن را «حکمت یمانی» نامید و در تکوین حکمت متعالیهٔ صدرایی بسیار تأثیرگذار بود.

## دهر
دهر در حکمت یمانی عالمی مشابه عقل در فلسفه مشاء یا عالم مثل در حکمت متعالیه نیست تا عالمی جداگانه و مقدم بر موجودات مادی باشد؛ بلکه دهر به نظر میرداماد چهرهٔ ثابت موجودات است. دهر با موجودات مادی تطابق یا تشابه یا مشارکت درصورت ندارد؛ بلکه متشکل است از ثباتی که در همهٔ موجودات عالم تحقق دارد؛ ثباتی که ناشی از یک‌بار تحقق در دار وجود است. هر موجودی که برای یک‌بار تحقق یابد، از خود رد پایی در عالم بر جای می‌گذارد که نیامدنش چنین تأثیری را نداشت. گویی موجودات در خاطره تاریخ، خود را ثبت می‌کنند. اما تفاوتی که ثبت در عالم دهر با ثبت تاریخ دارد، این که در تاریخ، حوادث پس از وقوع ثبت می‌شوند اما در دهر، از ازل ثبت است که کدام حادثه و در چه زمان رخ خواهد داد.

## حدوث دهری
مسئله دهر و حدوث دهری یکی از مؤلفه‌های اصلی در فلسفهٔ میرداماد و حکمت یمانی به‌شمار می‌رود.حدوث به معنی ایجاد و خلق‌شده بودن (در مقابل قدیم و ازلی بودن) است.
میرداماد از حدوث ذاتی و از حدوث زمانی انتقاد کرده می‌گوید: این دو حدوث، حدوث حقیقی عالم نیستند، زیرا تأخر وجود از عدم در حدوث ذاتی، تأخر وجود شیء از عدمِ همان وجود نیست و این عدم، مقابل وجود نیست چرا که سلبِ وجود در مرتبه ذاتِ ماهیت، مقابل وجود حاصل از ناحیه علت برای آن در خارج، نیست بلکه مقابل وجودِ در مرتبه ذات است؛ بنابراین، وجودِ حاصل از ناحیه علت متأخر از عدم همان وجود نیست. در حدوث زمانی نیز عدمِ سابقْ مقابلِ وجود در زمان لاحق نیست، زیرا از شروط تقابل و تناقض وحدت '''زمان''' است، درحالی‌که زمانِ عدم غیر از زمانِ وجود است و در حدوث، تأخرِ وجودِ شیء از عدم آن، معتبر است؛ لذا او به تبیین نوع دیگری از حدوث پرداخت و آن را حدوث دهری نامید. بیان آن چنین است که او سه وعاء در وجود در نظر می‌گیرد: ۱) '''سرمد'''، که '''وعاء''' تحقق خداوند است و هیچ جهت و اعتبار غیر سرمدی برای او معقول نیست. ۲) دهر، که وعاء تحقق '''مجردات''' و ثابتات است، از آن جهت که متصف به صفات مختلف می‌شوند و نسبتی که به متغیرات دارند؛ لذا دهر را نسبت ثابت به متغیر نیز دانسته‌اند. ۳) زمان، که وعاء تحقق امور متغیر است، از آن جهت که در معرض تغیر و زوال‌اند؛ لذا زمان را نسبت متغیر به متغیر نیز دانسته‌اند. بنا بر آنچه گفته شد معلوم می‌شود که دهر بر زمان شمول و احاطه دارد و به عبارتی اعم از آن است، یعنی هر امر زمانی دهری است و نه برعکس، زیرا هر امر زمانی هم به لحاظ طبیعت و ماهیتش و هم به این لحاظ که از تحقق و واقعیت بهره‌مند است امری ثابت و دهری است، لکن از آن جهت که در معرض تغییر می‌باشد زمانی است.